# Angitia ithaca
Angitia ithaca là một loài bướm đêm trong họ Noctuidae.